# 長橋有沙
長橋 有沙（ながはし ありさ、1994年5月6日 - ）は日本の女優、グラビアアイドル。新潟地域活性化ガールズ集団Lily&Marry's（リリマリ）メンバー。フリー。新潟県出身。

## 来歴
高校まで新潟県在住。以前はアールスタイルに所属していた（2012年 - 2013年）。第2回「Fresh! Girl～グラビアアイドル選手権～」出場（2012年）。「ZAK THE QUEEN」1stステージ出場（2012年）。「祟りたいほど愛してる!」にて初主演（2013年）。劇団リリマリ座加入（2015年9月）。

## 人物
- 高校時代の部活は茶道部。
- 趣味：寝ること、読書。ドラマ、映画鑑賞。
- 愛称：ありー

## 出演

### 舞台
2010年 - 2013年
- 国連クラシックライブ協会「赤毛のアン〜アンからの手紙〜」（2010年9月25日 - 26日、有楽町・東京国際フォーラムホールC） - 友人 役
- 「ハムレッツ?〜To be or Not to be〜」（2012年4月11日 - 15日、シアターグリーンBASE THEATER） - あいチャン 役
- 劇団歴史新大陸「助太刀御免！ 真説四谷怪談！！」（2012年10月11日 - 14日、笹塚ファクトリー） - ほり 役
- Ar-style「見上げてごらん STARS HAVE NO NAME〜名も無い星星」TEAM星（2013年3月6日 - 10日、築地・ブディストホール） - アリサ 役
- 唐沢俊一&DreamVoice「祟りたいほど愛してる!」（2013年4月10日 - 14日、下北沢小劇場楽園） - 主演 小野寺鈴理 役
- アリスインシアター「トラブル★ブックマーカー」星組（2013年6月19日 - 23日、池袋・シアターKASSAI） - 溝口ちなみ 役

2014年
- レトロゲームシアター「スペランカー」（2014年2月19日 - 23日、上野ストアハウス） - A
- 私立ルドビコ女学院「最凶ガール」（2014年4月22日 - 27日、新宿・サンモールスタジオ） - 長谷川つぐみ 役
- セブンスキャッスル「人狼 ザ・ライブプレイングシアター#12:STEAM 機巧人形と月の艇」（2014年5月15日 - 18日、池袋・シアターグリーン BIG TREE THEATER） - オートマトンステージ シンシア 役
- 演劇プロジェクト23「クリスティーヌの森」（2014年6月20日 - 22日、日暮里・d倉庫） - 主演 クリスティーヌ 役
- クリエイティヴ零-ZERO-「プライム輪舞曲〜素数と宝剣（つるぎ）と金庫の謎〜」（2014年7月16日 - 20日、シアターKASSAI）
- セブンスキャッスル「人狼 ザ・ライブプレイングシアター#13:VILLAGE Ⅶ 夏草がそよぐ村」（2014年7月31日 - 8月10日、シアターKASSAI） - シンシア 役
- ヒロセプロジェクト「優しい魔法のとなえ方2014」チームH（2014年10月29日 - 11月3日、ラゾーナ川崎プラザソル） - 佐伯マリナ 役
- セブンスキャッスル「人狼 ザ・ライブプレイングシアター#15:WITCH II 星降る歌と13人の魔女」（2014年12月3日 - 8日、シアターKASSAI） - シンシア 役

2015年
- 私立ルドビコ女学院「Fairy Floss」（2015年5月20日 - 24日、サンモールスタジオ） - 長谷川つぐみ 役
- セブンスキャッスル「人狼 ザ・ライブプレイングシアター#20:STEAM II 機巧人形と月の鉱石」（2015年6月12日 - 20日、池袋・シアターグリーンBIGTREETHEATER） - シンシア 役
- アリスインプロジェクト「アリスインデッドリースクール ビヨンド」風組（2015年8月12日 - 23日、シアターKASSAI） - 宍戸舞 役
- 私立ルドビコ女学院「フカンショウジョ」（2015年10月17日 - 25日、新宿御苑前・サンモールスタジオ） - 長谷川つぐみ 役
- アリスインプロジェクト「ハイスクールミレニアム2015」（2015年12月16日 - 20日、六行会ホール） - 君塚美喜子 役

2016年
- アリスインプロジェクト「陰陽よろず屋 開業中!」月組（2016年2月24日 - 28日、築地・ブディストホール） - ぶん 役
- アサルトリリィ×私立ルドビコ女学院「シュベスターの祈り」（2016年4月16日 - 24日、新宿・サンモールスタジオ） - 長谷川・ガブリエラ・つぐみ 役
- 私立ルドビコ女学院「最凶ガール」（2016年5月19日 - 24日、新宿・サンモールスタジオ） - 長谷川つぐみ 役
- アリスインプロジェクト「時空警察クロノゲイザー」（2015年7月6日 - 10日、六行会ホール） - ルカ 役
- ピウス企画「虚言癖倶楽部」（2016年8月3日 - 7日、新宿・シアターサンモール） - 倉島典子 役
- アサルトリリィ×私立ルドビコ女学院「シュベスターの秘密」（2016年9月16日 - 23日、新宿・サンモールスタジオ） - 長谷川・ガブリエラ・つぐみ 役
- 劇団リリマリ座 定期公演（2016年10月12日、新潟・iximエンタメシアター）
- Bobjack Theater「ノッキン オン ヘブンズ ドア」Aチーム（2016年12月7日- 18日、池袋・シアターKASSAI） - 関屋楓 役
- トキメディアワークス「隣のきのこちゃん3〜マルナゲドン〜」（2016年12月28日 - 2017年1月5日、池袋・シアターKASSAI） - チョリース 役

2017年
- アサルトリリィ×私立ルドビコ女学院「シュベスターの誓い」（2017年3月1日 - 5日、中野ザ・ポケット） - 長谷川・ガブリエラ・つぐみ 役
- Southern’X「星空ハーモニー」♯チーム（2017年4月18日 - 23日、CBGKシブゲキ!!） - 水山夏澄歩 役
- ピウス企画「PLAYROOM」（2017年5月17日 - 21日、池袋・シアターKASSAI） - 布田悠子 役
- 爆走おとな小学生「すてきな三にんぐみ」（2017年6月1日 - 4日、中目黒キンケロシアター） - ジャンヌ 役
- ピウス企画「トレーディングライフ」（2017年7月12日 - 17日、池袋・シアターグリーンBIG TREE THEATER） - 笹本七恵 役
- 爆走おとな小学生「勇者セイヤンの物語（真）」（2017年7月26日 - 30日、渋谷・CBGKシブゲキ!!） - カバコ 役
- 私立ルドビコ女学院「イバラヒメ」（2017年9月2日 - 6日、中目黒ウッディシアター） - 長谷川つぐみ 役
- 放課後ビアタイム「残暑見舞い申し上げます。」（2017年9月15日 - 17日、十条・スタジオトルク） - 主演・長橋有沙 役
- dopeAdope「Mr. BONANZA-ミスターボナンザ-」（2017年11月10日 - 14日、新宿・サンモールスタジオ） - 鈴木美桜 役
- 放課後ビアタイム『寒中見舞い申し上げます。』「やどかり」（2017年12月1日 - 3日、十条・スタジオトルク） - 主演・根無草ヒキ子 役
- Bobjack theater「ホーム スイート ホーム〜はじまり駅のおしまいの日〜」（2017年12月28日 - 31日、大塚・萬劇場） - 小野真夜 役

2018年
- 人狼TLPT S「未来への十字架」（2018年2月7日 - 12日、新宿村LIVE） - 長谷川・ガブリエラ・つぐみ 役
- 放課後ビアタイム「余寒見舞い申し上げます。」（2018年3月9日、十条・スタジオトルク） - 日替わりゲスト おソノ 役
- ENG「ロスト花婿」（2018年3月16日 - 25日、池袋・シアターグリーンBIG TREE THEATER） - カメラマンアシスタント 役
- ピウス企画「ゲームブレイカー」（2018年4月25日 - 29日、中野ザ・ポケット） - 華耶 役
- 爆走おとな小学生「こっちにおいで、ジョセフィーヌ」team Soleil（2018年5月16日 - 20日、新宿村LIVE） - 火向蘭奈 役
- ENG「山茶花」（2018年6月6日 - 10日、池袋・シアターグリーンBIG TREE THEATER） - おひの 役
- ピウス企画「虚言癖倶楽部」Aチーム（2018年7月11日 - 16日、新宿・サンモールスタジオ） - 倉島典子 役
- アリスインプロジェクト「アリスインデッドリースクール 楽園」（2018年8月12日 - 19日、池袋・シアターKASSAI） - 日替わりゲスト 竹内珠子 役
- 蜂巣祭～2018夏の陣～「桃子」（2018年9月1日 - 2日、池袋・Cafe&Bar木星劇場） - お婆さん 役
- 放課後ビアタイム「季節が巡りました。」（2018年9月9日、池袋・Cafe&Bar木星劇場）
- アサルトリリィ×私立ルドビコ女学院「白きレジスタンス〜約束の行方〜」（2018年9月21日 - 27日、池袋・シアターグリーンBIG TREE THEATER） - 長谷川・ガブリエラ・つぐみ 役
- Bobjack theater「大阪ベイブルース」（2018年10月18日 - 28日、大阪市立芸術創造館） - 悪魔 役
- 放課後ビアタイム『おでん始めました。』「私のヒロインバカデミア」（2018年11月2日 - 4日、ステージカフェ下北沢亭） - 緑川祢々子 役
- Bobjack theater「ライナスの毛布」（2018年12月18日 - 23日、ファンファーレ東新宿） - 東里葎子 役

2019年
- アサルトリリィ×私立ルドビコ女学院×人狼TLPT 人狼TLPT S「未来への十字架 II」（2019年2月8日 - 17日、大塚・萬劇場） - 長谷川・ガブリエラ・つぐみ 役
- tokinoko presents「隣のきのこちゃん4〜すもうでむぼうなかれらは大統領とスモウ?!〜」（2019年2月20日 - 3月3日、両国・本所松坂亭劇場）
  - A 相撲の神様 役
  - C 修行ババア 役

- ENG「Second you sleep〜セカンドユースリープ〜」碧チーム（2019年4月17日 - 28日、日暮里d-倉庫） - 恵七瀬 役
- 放課後ビアタイム『ヘクトパスカルってなんですか。』「やどかり」（2019年6月7日 - 9日、ステージカフェ下北沢亭） - 根無草ヒキ子 役
- 縁ろず屋「Offline Game〜改めまして、私です〜」（2019年8月15日 - 18日、下落合・シアター風姿花伝） - 主演・リオン 役
- MousePiece-ree「gift魂」 - 竹本ゆきこ 役
  - 東京公演（2019年9月26日 - 29日、池袋・シアターKASSAI）
  - 大阪公演（2019年10月3日 - 7日、インディペンデントシアター2nd）

- アサルトリリィ×私立ルドビコ女学院「白きレジスタンス〜真実の刃（やいば）〜」（2019年11月29日 - 12月3日、新宿村LIVE） - 長谷川・ガブリエラ・つぐみ 役
- 放課後ビアタイム×img「文化祭スクランブル」（2019年12月18日 - 23日、池袋・シアターグリーンBIG TREE THEATER） - W主演・写木笑里 役

2020年
- 放課後ビアタイム『モミの木揉みましたか?』「Panic X'mas!!」（2020年1月24日、ステージカフェ下北沢亭） - 日替わりゲスト
- UDA☆MAP「KAIRO -カイロ-」（2020年2月5日 - 12日、大塚・萬劇場） - 馳リリム 役
- 放課後ビアタイム『ジューンブライドって誰ですか?』「常夏ブライダル」（2020年8月8日 - 10日、ステージカフェ下北沢亭） - 愛内結衣 役
- ブシロード「アサルトリリィThe Fateful Gift」（2020年9月3日 - 13日、池袋・Brillia HALL） - 長谷川・ガブリエラ・つぐみ 役
- 放課後ビアタイム『十度目の乾杯』「けじめ学級〜2020〜」（2020年11月13日 - 15日、ステージカフェ下北沢亭） - 長橋 役
- Bobjack theater『ボブ宴』（2020年12月17日 - 27日、池袋・シアターKASSAI）
  - 「目を閉じておいでよ」 - 流星キララ 役
  - 「唯一度だけ」 - 二湖 役
  - 「東京サタデーナイト」 - 長橋有沙 役

2021年
- 放課後ビアタイム『ちいさい秋見つけましたか?』「コミカル・コミックマーケット」（2021年10月29日、ステージカフェ下北沢） - 日替わりゲスト

2022年
- 『黄金のコメディフェスティバル2022』パーチーム/放課後ビアタイム「常夏ブライダル」（2022年10月22日 - 30日、下落合・シアター風姿花伝） - 愛内結衣 役

### 映画
- 「アノソラノアオ」（2012年、監督：ナシモトタオ） - 田上尚（学生時代） 役

### DVD
- 「ぴゅあ はいすくーる」（オルスタックピクチャーズ、2012年11月28日）[27]

## ユニット
- ＠らぶ！（2012年2月 - 9月） - サブリーダー（2012年2月 - 3月）、リーダー（2012年3月 - 9月）
- 殺陣するアイドル、殺陣ドル! 剣劇集団・桜華（2012年6月 - 9月）
- チェケラッ娘（2013年8月 - 12月）